# أحمد د. بروكس
أحمد د. بروكس (بالإنجليزية: Ahmad D. Brooks)‏ هو لاعب كرة قدم أمريكية أمريكي، ولد في 13 مارس 1980 في أبيلين في الولايات المتحدة.

## وصلات خارجية
- أحمد د. بروكس على موقع مرجع كرة القدم المحترفة.كوم (الإنجليزية)